# ワシーリィ・バルトリド
ワシーリィ・ウラディミロヴィチ・バルトリド（ロシア語: Василий Владимирович Бартольд、英語: Vasiliy Vladimirovich Bartold, 1869年11月15日（ユリウス暦では11月3日） - 1930年8月19日）は、ロシア・ソ連の歴史家。中央ユーラシア史の解明に大きな功績を残した。欧米諸国では「ヴィルヘルム・バルトルト」という名でも知られる。

## 生涯
1869年、裕福なドイツ系株式仲買人の子としてペテルブルクに生まれる。その洗礼名はヴィルヘルムで、欧米ではヴィルヘルム・バルトルトとも呼ばれる。
早くから歴史に強い関心を抱き、ギムナジウム在学中の1886年にモンゴル史の梗概を書いたという。翌年ペテルブルク大学東洋語学科に入学し、アラビア語、ペルシア語、トルコ語を専攻し、アレクサンドル・ヴェセロフスキーおよびローゼンのもとで中央アジア史やイスラーム中世史を学んだ。在学中に処女論文『中央アジアにおけるキリスト教』を著わし、銀メダルを受賞する。またアカデミー会員ワシーリー・ラドロフの知遇を得て、当時の第一線の東洋学者らとの交流を持った。
1891年に大学を卒業するとローゼンの勧めでヨーロッパに遊学し、1896年に帰国してペテルブルク大学非常勤講師となった。1900年に著わされた学位請求論文『モンゴル侵攻期のトルキスタン』は一次史料と現地調査の成果を駆使して7世紀末から13世紀までの中央アジア史の全体像を論じたもので、彼の最高傑作とされ、現在でもこの分野における古典的論考となっている。これは本来学士号を得るために書かれたが、大学は論文の内容の優秀さを認めて彼に博士号を与えた。そのため翌1901年にペテルブルク大学客員教授となり、1906年には正教授となった。1913年にはロシア科学アカデミーの会員となり、のちに東洋学者協議会常任議長に選出された。
ロシア革命後も大学にとどまって教鞭をふるうかたわら、世界各国を訪れて現地調査や講演を行なった。彼自身はマルクス主義的歴史家ではなく、ソ連の民族政策にも批判的であったが、厳密な史料批判に基づく実証的な文献史学によってソビエト東洋学の確立に多大な貢献を行なった。1920年代末から「マルクス主義歴史家」たちによって執拗な攻撃が加えられたが、大粛清のはじまる前の1930年、レニングラードで死去した。
しかし、その後、バルトリド学派の弟子たちは「ブルジョワ的」として粛清の犠牲になった者もいた。

### 評価と影響
彼は中央アジア史・トルキスタン諸民族史・イスラーム史について幅広く研究し、世界史における内陸アジア地域の重要性をはじめて指摘した。それまで後進的と見なされていた中央アジアを世界史の中枢と考え、ロシアで伝統的に野蛮な征服者と見なされていたモンゴル帝国などの歴史的意義を高く評価した。そのためソ連の公式の歴史観に反し、中央アジア諸民族のナショナリズムを煽るものとして、何度か著書が国内で発刊禁止になったこともある。しかし彼の研究はあくまで原典史料に依拠する厳密に実証主義的なものであり、学問的な面から彼の成果を否定することはできなかった。生涯に400以上の著書や論文を著わし、それらは各国語に訳されたほか、ロシア語の『バルトリド全集』全9巻にまとめられている。欧米では「トルキスタンのギボン」と称され、現在もバルトリドの巨大な研究成果を抜きにして中央ユーラシア史を語ることはできないとされる。長沢和俊訳で、少冊子「中央アジア概説史」（角川文庫）が出ていた。

## 年譜
- 1891年 ペテルブルク大学東洋語学科卒業、ヨーロッパ遊学
- 1893年 セミレチエ地方調査行
- 1896年 ペテルブルク大学非常勤講師となる
- 1900年 学位請求論文『モンゴル侵攻期のトルキスタン』
- 1901年 ペテルブルク大学客員教授となる
- 1904年 サマルカンド探検隊に参加
- 1906年 ペテルブルク大学正教授となる
- 1913年 帝国サンクトペテルブルク科学アカデミーの会員となる
- 1917年 ロシア革命
- 1928年 『モンゴル侵攻期のトルキスタン』が英訳される

## 主要著作
- 『セミレチエ史』（1898年）
- 『モンゴル侵攻期のトルキスタン』（1900年）
- 『ヨーロッパとロシアにおける東洋研究史』（1911年）
- 『ウルグ・ベクとその時代』（1918年）
- 『トルキスタン史』（1922年）
- 『トルキスタン文化史』（1927年）－※小松久男監訳、平凡社東洋文庫：全2巻で刊行（2011年2・3月）
- 『ミール・アリーシールと政治』（1928年）